# محسن نصراللهی
محسن نصراللهی (زادهٔ ۳ خرداد ۱۳۶۴ در تهران)، طراح لباس و طراح صحنه است. از سال ۱۳۸۷ فعالیتش را در تلویزیون با طراحی صحنه سریال شمس‌العماره آغاز کرد. سال ۱۳۸۹ در پروژه سینمایی محمد رسول‌الله به عنوان دستیار مدیر طراحی دکور کروات این فیلم به نام میلژن کرکا کلژاکویچ به مدت ۲ سال فعالیت کرد پس از آن خود به‌صورت مستقل شروع به کار کرد.
محسن نصراللهی برنده سیمرغ بلورین بهترین طراحی صحنه جشنواره فیلم فجر از سی و سومین دوره جشنواره فیلم فجر برای فیلم اعترافات ذهن خطرناک من است.

## فعالیت هنری

### تلویزیون
| سال تولید (پخش) | سریال            | طراح صحنه | کارگردان     |
| ۱۳۹۶            | دیوار به دیوار ۱ | آری       | سامان مقدم   |
| ۱۳۹۳            | انقلاب زیبا      | آری       | بهرنگ توفیقی |
| ۱۳۸۸            | شمس‌العماره       | آری       | سامان مقدم   |
| --------------- | ---------------- | --------- | ------------ |

### سینما
|    | سال تولید | فیلم سینمایی            | طراح صحنه | طراح لباس | دستیار طراح صحنه |
| -- | --------- | ----------------------- | --------- | --------- | ---------------- |
| ۱  | ۱۴۰۱      | جنگ جهانی سوم           | آری       |           |                  |
| ۲  | ۱۴۰۱      | برادران لیلا            | آری       |           |                  |
| ۳  | ۱۴۰۰      | تفریق                   | آری       |           |                  |
| ۴  | ۱۴۰۰      | بی رویا                 | آری       |           |                  |
| ۵  | ۱۳۹۷      | لتیان                   | آری       |           |                  |
| ۶  | ۱۳۹۷      | متری شیش و نیم          | آری       |           |                  |
| ۷  | ۱۳۹۷      | سرخ‌پوست                 | آری       |           |                  |
| ۸  | ۱۳۹۶      | لونه زنبور              | آری       |           |                  |
| ۹  | ۱۳۹۶      | شاه‌کش                   | آری       |           |                  |
| ۱۰ | ۱۳۹۶      | مغزهای کوچک زنگ‌زده      | آری       |           |                  |
| ۱۱ | ۱۳۹۵      | هت‌تریک                  | آری       |           |                  |
| ۱۲ | ۱۳۹۵      | خفگی                    | آری       |           |                  |
| ۱۳ | ۱۳۹۵      | بدون تاریخ، بدون امضاء  | آری       |           |                  |
| ۱۴ | ۱۳۹۵      | نهنگ عنبر ۲: سلکشن رؤیا | آری       |           |                  |
| ۱۵ | ۱۳۹۴      | دراکولا                 | آری       |           |                  |
| ۱۶ | ۱۳۹۴      | ابد و یک روز            | آری       |           |                  |
| ۱۷ | ۱۳۹۴      | خشم و هیاهو             | آری       |           |                  |
| ۱۸ | ۱۳۹۴      | لانتوری                 | آری       |           |                  |
| ۱۹ | ۱۳۹۴      | یک دزدی عاشقانه         | آری       |           |                  |
| ۲۰ | ۱۳۹۴      | محمد رسول‌الله           |           |           | آری              |
| ۲۱ | ۱۳۹۳      | شهر موشها ۲             |           |           | آری              |
| ۲۲ | ۱۳۹۳      | اعترافات ذهن خطرناک من  | آری       |           |                  |
| ۲۳ | ۱۳۹۳      | نهنگ عنبر               | آری       |           |                  |
| ۲۴ | ۱۳۹۲      | ناخواسته                | آری       | آری       |                  |
| ۲۵ | ۱۳۹۱      | آینه شمعدون             | آری       |           |                  |
|    |           |                         |           |           |                  |

### نمایش خانگی
| سال تولید (پخش) | سریال             | طراح صحنه | طراح دکور | کارگردان       |
| ۱۳۹۱            | قلب یخی (فصل سوم) |           | آری       | سامان مقدم     |
| ۱۳۹۹            | قورباغه           | آری       |           | هومن سیدی      |
| --------------- | ----------------- | --------- | --------- | -------------- |
| ۱۴۰۱            | آکتور             | آری       |           | نیما جاویدی    |
| ۱۴۰۱            | سرگیجه            | آری       |           | بهرنگ توفیقی   |
| ۱۴۰۲            | دفتر یادداشت      | آری       |           | کیارش اسدی‌زاده |
| ۱۴۰۳            | وحشی              | آری       |           | هومن سیدی      |

## جوایز و نامزدی‌ها[۵][۶]
| سال  | جایزه                                              | بخش                                   | فیلم نامزد شده         | نتیجه                          |
| ---- | -------------------------------------------------- | ------------------------------------- | ---------------------- | ------------------------------ |
| ۱۳۹۳ | دوره ۳۳ جشنواره فیلم فجر                           | سیمرغ بلورین بهترین طراحی صحنه        | اعترافات ذهن خطرناک من | برنده                          |
| ۱۳۹۴ | دوره ۳۴ جشنواره فیلم فجر                           | سیمرغ بلورین بهترین طراحی صحنه و لباس | خشم و هیاهو            | نامزدشده (همراه با رعنا امینی) |
| ۱۳۹۴ | دوره ۹ جشن انجمن منتقدان و نویسندگان سینمای ایران  | تندیس بهترین دستاورد فنی و هنری       | اعترافات ذهن خطرناک من | نامزدشده                       |
| ۱۳۹۵ | دوره ۳۵ جشنواره فیلم فجر                           | سیمرغ بلورین بهترین طراحی صحنه        | بدون تاریخ، بدون امضاء | نامزدشده                       |
| ۱۳۹۵ | دوره ۱۸ جشن سینمای ایران                           | تندیس بهترین طراحی صحنه               | ابد و یک روز           | نامزدشده                       |
| ۱۳۹۵ | دوره ۱۰ جشن انجمن منتقدان و نویسندگان سینمای ایران | تندیس بهترین طراحی صحنه و لباس        | ابد و یک روز           | نامزدشده                       |
| ۱۳۹۶ | دوره ۱۱ جشن انجمن منتقدان و نویسندگان سینمای ایران | تندیس بهترین طراحی صحنه و لباس        | خفگی                   | نامزدشده                       |
| ۱۳۹۷ | دوره ۳۷ جشنواره فیلم فجر                           | سیمرغ بلورین بهترین طراحی صحنه        | متری شیش و نیم         | نامزدشده                       |
| ۱۳۹۷ | دوره ۳۷ جشنواره فیلم فجر                           | سیمرغ بلورین بهترین طراحی صحنه        | سرخ‌پوست                | نامزدشده                       |
| ۱۳۹۷ | دوره ۲۰ جشن سینمای ایران                           | تندیس بهترین طراحی صحنه               | بدون تاریخ، بدون امضاء | نامزدشده                       |
| ۱۳۹۷ | دوره ۱۲ جشن انجمن منتقدان و نویسندگان سینمای ایران | تندیس بهترین طراحی صحنه و لباس        | مغزهای کوچک زنگ‌زده     | نامزدشده                       |
| ۱۳۹۷ | جشن حافظ                                           | تندیس بهترین دستاورد فنی و هنری       | خفگی                   | نامزدشده                       |
| ۱۳۹۸ | دوره ۲۱ جشن سینمای ایران                           | تندیس بهترین طراحی صحنه               | مغزهای کوچک زنگ‌زده     | نامزدشده                       |
| ۱۳۹۸ | جشن حافظ                                           | تندیس بهترین دستاورد فنی و هنری       | متری شیش و نیم         | نامزدشده                       |